# Platzmühle
Die Platzmühle ist eine ehemals am Rodebach gelegene Wassermühle mit einem unterschlächtigen Wasserrad in Gangelt-Stahe, einer ländlichen Gemeinde im nordrhein-westfälischen Kreis Heinsberg.

## Geographie
Die Platzmühle hat ihren Standort Zur Platzmühle 22, im Ortsteil Stahe in der Gemeinde Gangelt. Das Gelände, auf dem das Hof- und Mühlengebäude steht, hat eine Höhe von ca. 59 m über NN. Die am Oberlauf gelegene Mühle auf der rechten Bachseite ist die zweite von vierzehn Mühlen. Oberhalb lag die Engelsmühle, unterhalb steht die Mohrenmühle.

## Gewässer
Der Rodebach versorgte bis in das 20. Jahrhundert vierzehn Mühlen mit Wasser. Der Bach beginnt an einem Rückhaltebecken in der Nähe von Siepenbusch in der Stadt Übach-Palenberg in einer Höhe von 105 m über NN. Bis zur Mündung in die Geleenbeek bei Oud-Roosteren in den Niederlanden hat der Rodebach eine Länge von 28,9 km. Die Mündungshöhe beträgt 29 m über NN. Die Pflege und Unterhaltung des Rodebachs und seiner Nebenbäche unterliegt den jeweiligen, anliegenden Städten und Gemeinden.

## Geschichte
Die Platzmühle wird im Gangelter Stadtbuch im Jahre 1472 Schlagmühle und 1723 in einem Rechtsstreit gar als Schlagoligsmühle bezeichnet. Diese alte Namen zeigen an, dass es sich hier um eine Ölmühle handelte. Nach Auskunft der heutigen Besitzer brannte die Mühle 1809 ab. Im 19. Jahrhundert, vermutlich mit dem Neuaufbau der Mühle, wurde die Nutzung umgestellt. Sie arbeitete als Lohmühle mit vier Stampfen und mit einem Mahlgang, der wechselseitig eingesetzt wurde. 1926 wurde der Mahlbetrieb eingestellt. Gründe waren zum einen sinkende Wasserstände und zum anderen die Melioration des Staher Bruchs.

## Galerie

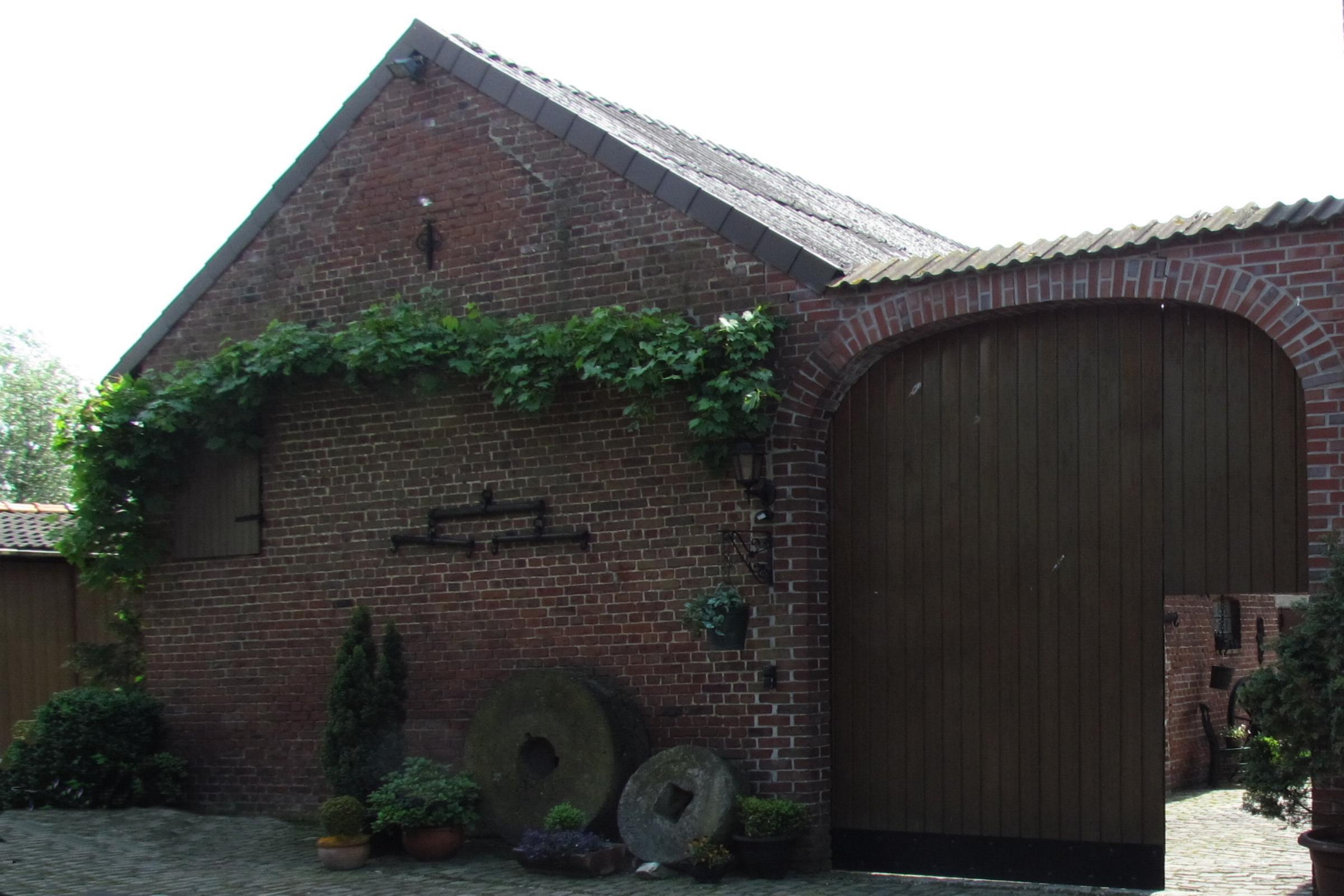
Hof- und Wirtschaftsgebäude
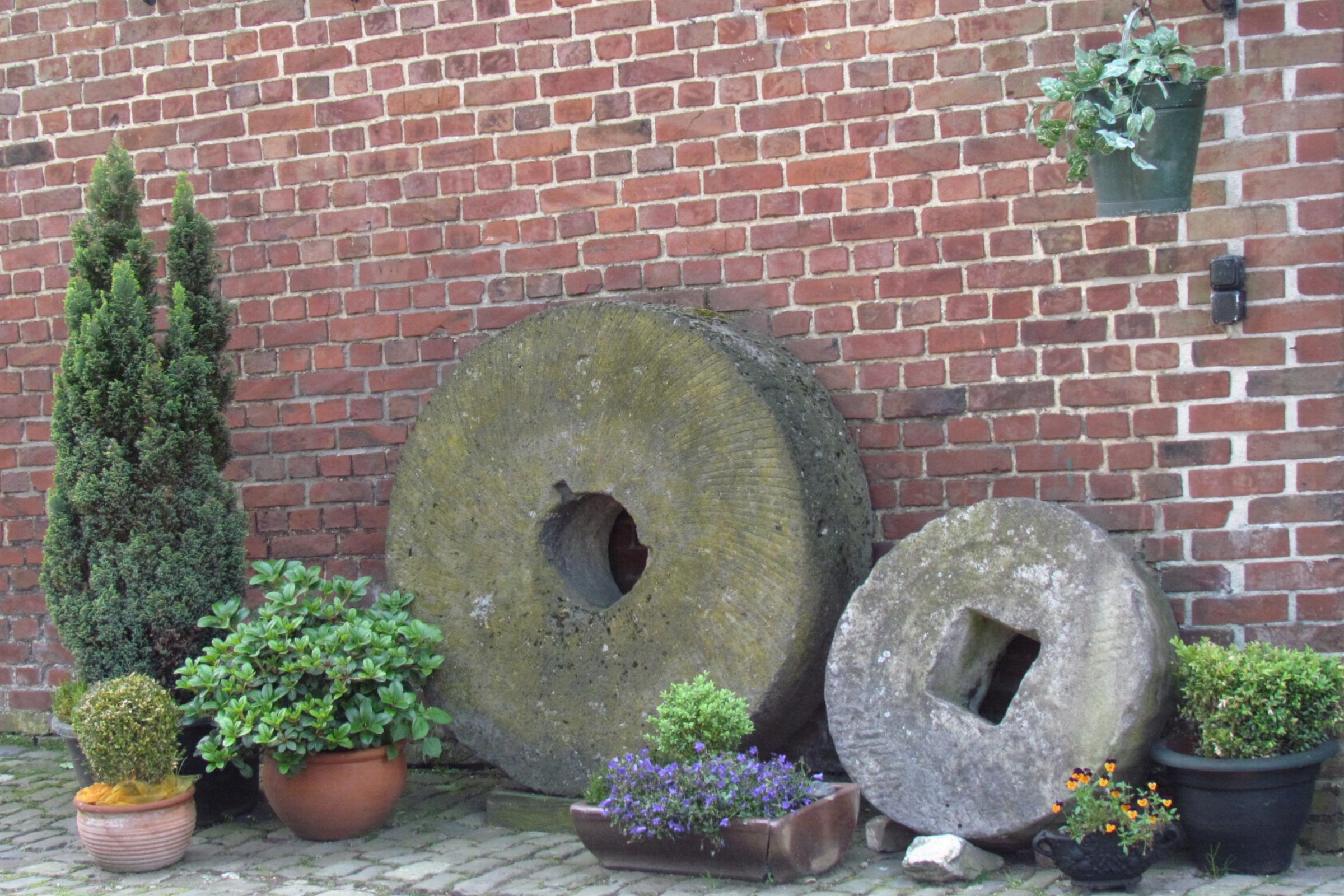
Steinzeugen aus alter Mühlenzeit
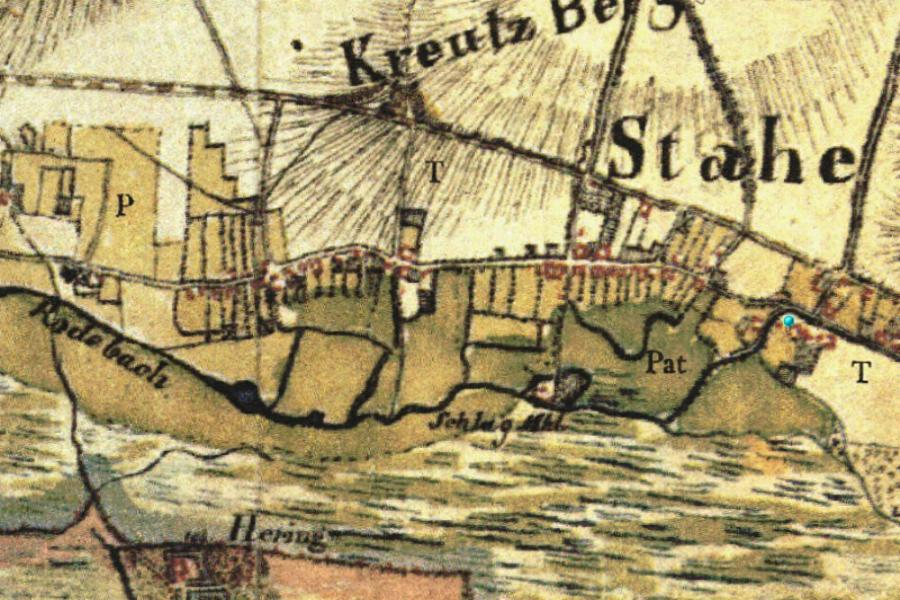
Tranchotkarte 1804/05